# NGC 4926B
NGC 4926B је спирална галаксија у сазвежђу Береникина коса која се налази на NGC листи објеката дубоког неба.
Деклинација објекта је + 27° 39' 13" а ректасцензија 13h 2m 0,9s. Привидна величина (магнитуда) објекта NGC 4926 износи 15,3 а фотографска магнитуда 16,3. NGC 4926B је још познат и под ознакама DRCG 27-48, PGC 83758.